# Дженесі (Айдахо)
Дженесі (англ. Genesee) — місто в окрузі Лата, штат Айдахо, США. Згідно з переписом 2010 року населення становило 955 осіб, що на 9 осіб більше, ніж 2000 року.

## Географія
Дженесі розташоване за координатами 46°33′5″ пн. ш. 116°55′44″ зх. д. / 46.55139° пн. ш. 116.92889° зх. д. (46.551485, -116.928870).  За даними Бюро перепису населення США в 2010 році місто мало площу 1,70 км², уся площа — суходіл. В 2017 році площа становила 1,59 км², уся площа — суходіл.

## Демографія

### Перепис 2010 року
За даними перепису 2010 року, у місті проживало 955 осіб у 370 домогосподарствах у складі 261 родин. Густота населення становила 558,7 ос./км². Було 400 помешкань, середня густота яких становила 234,0/км². Расовий склад міста: 96,1 % білих, 0,2 % індіанців, 0,7 % азіатів, 0,2 % інших рас, а також 2,7 % людей, які зараховують себе до двох або більше рас. Іспанці та латиноамериканці незалежно від раси становили 1,0 % населення.
Із 370 домогосподарств 35,1 % мали дітей віком до 18 років, які жили з батьками; 60,8 % були подружжями, які жили разом; 7,0 % мали господиню без чоловіка; 2,7 % мали господаря без дружини і 29,5 % не були родинами. 23,8 % домогосподарств складалися з однієї особи, у тому числі 7,6 % віком 65 і більше років. У середньому на домогосподарство припадало 2,58 мешканця, а середній розмір родини становив 3,09 особи.
Середній вік жителів міста становив 37,5 року. Із них 28,4 % були віком до 18 років; 4,5 % — від 18 до 24; 29,3 % від 25 до 44; 28 % від 45 до 64 і 9,7 % — 65 років або старші. Статевий склад населення: 49,5 % — чоловіки і 50,5 % — жінки.
Середній дохід на одне домашнє господарство  становив 65 229 доларів США (медіана — 57 083), а середній дохід на одну сім'ю — 78 353 долари (медіана — 70 682). Медіана доходів становила 51 477 доларів для чоловіків та 34 375 доларів для жінок. За межею бідності перебувало 9,1 % осіб, у тому числі 9,5 % дітей у віці до 18 років та 5,8 % осіб у віці 65 років та старших.
Цивільне працевлаштоване населення становило 469 осіб. Основні галузі зайнятості: освіта, охорона здоров'я та соціальна допомога — 31,6 %, мистецтво, розваги та відпочинок — 10,0 %, транспорт — 9,2 %, роздрібна торгівля — 8,7 %.

### Перепис 2000 року
За даними перепису 2000 року, у місті проживало 946 осіб у 355 домогосподарствах у складі 275 родин. Густота населення становила 561,9 ос./км². Було 378 помешкань, середня густота яких становила 224,5/км². Расовий склад міста: 96,83 % білих, 0,11 % афроамериканців, 0,85 % індіанців, 0,21 % азіатів, 0,21 % інших рас і 1,80 % людей, які зараховують себе до двох або більше рас. Іспанці та латиноамериканці незалежно від раси становили 1,06 % населення.
Із 355 домогосподарств 41,4 % мали дітей віком до 18 років, які жили з батьками; 67,6 % були подружжями, які жили разом; 6,8 % мали господиню без чоловіка, і 22,5 % не були родинами. 18,3 % домогосподарств складалися з однієї особи, у тому числі 5,1 % віком 65 і більше років. У середньому на домогосподарство припадало 2,66 мешканця, а середній розмір родини становив 3,04 особи.
Віковий склад населення: 30,5 % віком до 18 років, 4,5 % від 18 до 24, 33,5 % від 25 до 44, 23,8 % від 45 до 64 і 7,6 % років і старші. Середній вік жителів — 34 роки. Статевий склад населення: 51,1 % — чоловіки і 48,9 % — жінки.
Середній дохід домогосподарств у місті становив $42 167, родин — $47 794. Середній дохід чоловіків становив $32 500 проти $25 865 у жінок. Дохід на душу населення в місті був $19 576. Приблизно 4,4 % родин і 6,2 % населення перебували за межею бідності, включаючи 3,8 % віком до 18 років і 14,1 % від 65 і старших.